# Marignane
Marignane (in occitano Marinhana) è un comune francese di 34 515 abitanti situato nel dipartimento delle Bocche del Rodano della regione della Provenza-Alpi-Costa Azzurra.

## Gemellaggio
- Novi Ligure
- Ravanusa, dal 2016
- Wolfsburg, dal 1963
- Figueres, dal 1974
- Göd, dal 1996
- Slănic, dal 2002

## Società

### Evoluzione demografica
Abitanti censiti